# Frejus (motorfiets)
Frejus is een Italiaans historisch merk van motorfietsen.
De bedrijfsnaam was: Frejus S.p.A, Torino.
Frejus produceerde vanaf 1955 conventionele bromfietsen met 50cc-motoren van Rex en Sachs en lichte motorfietsen met FB Minarelli-blokken. In de jaren zestig schakelde men over op plaatframes. De productie eindigde in 1968.